# Cryptanthus maritimus
Cryptanthus maritimus är en gräsväxtart som beskrevs av Lyman Bradford Smith. Cryptanthus maritimus ingår i släktet Cryptanthus, och familjen Bromeliaceae. Inga underarter finns listade i Catalogue of Life.